# NGC 7171
NGC 7171 ist eine Balken-Spiralgalaxie mit ausgedehnten Sternentstehungsgebieten vom Hubble-Typ SBb im Sternbild Aquarius auf der Ekliptik. Sie ist schätzungsweise 126 Millionen Lichtjahre von der Milchstraße entfernt und hat einen Durchmesser von etwa 95.000 Lichtjahren.
Im selben Himmelsareal befindet sich u. a. die Galaxie IC 1417.
Das Objekt wurde am 12. August 1787 von Wilhelm Herschel entdeckt.